# Plaça de Braus (Olot)
La Plaça de Braus és una plaça de braus a la ciutat d'Olot (Garrotxa) protegida com a bé cultural d'interès local. Plaça de braus amb la planta rodona i, en l'alçat, la base lleugerament més ampla que la part superior, on, té una sèrie d'arcs rebaixats, fets de maons, i sobre els quals hi ha una petita teulada.
Durant tota la segona meitat del segle xix, el mòdul neoclàssic, sense desaparèixer del tot, dona pas a una arquitectura molt més historicista i eclèctica. Es construeixen edificis, que, segons llur destinació, utilitzen una imitació o barreja de diversos estils del passat -ja sigui el romànic, el gòtic, el barroc, etc.- que es tornaven a interpretar a partir d'un punt d'una sintaxi pròpiament vuitcentista i amb resultats, sovint, d'una innegable qualitat formal i urbana. Dins aquest ample marc d'eclecticisme s'edificaren, també, edificis d'esbarjo.